# Harry Waters
Harry William Waters (16 de novembro de 1976) é um músico e compositor inglês, filho do ex-membro do Pink Floyd Roger Waters. É dele a voz da criança que diz "Look, mummy, there's an aeroplane up in the sky" ("Olhe, mamãe, tem um avião lá no céu") no início da música Goodbye Blue Sky, do álbum The Wall, de 1979. Começou a tocar piano na infância, aprendendo o básico com um professor local e depois gêneros mais complexos com outro professor. Durante a adolescência e juventude, tocou em diversos grupos, inclusive bandas cover de Led Zeppelin, The Grateful Dead e Phish. Aos vinte e poucos anos, começou a se apaixonar por jazz e a se distanciar do rock. Já trabalhou em diversos projetos de musicalização e trilhas sonoras para propagandas, séries e filmes. Desde 2002, acompanha seu pai como músico de apoio nas turnês mundiais, inicialmente do álbum Dark Side of the Moon e mais recentemente do The Wall. Assim como seu pai, Harry é ateu. Tem dois filhos e vive com eles e sua esposa em Santa Mônica.

## Harry Waters Band
Os integrantes são:
- Harry Waters: piano
- Yarron Stavi: baixo
- Seb Rochford: bateria
- Roger Beaujolais: vibrafone
- Ian Ritchie: saxofone tenor
- Alan Barnes: saxofone alto/barítono, clarinete
- Quentin Collins: trompete

### Discografia
- Harry Waters Band (2008)